# Kvačany (powiat Preszów)
Kvačany (węg. Kacsány, Kvacsány) – wieś (obec) na Słowacji położona w kraju preszowskim, w powiecie Preszów. Pierwsza pisemna wzmianka o miejscowości pochodzi z roku 1626.